# Roger Cook (Landschaftsarchitekt)
Roger A. Cook (* 1954 in Biddeford; † 21. August 2024) war ein amerikanischer Garten- und Landschaftsarchitekt, der bekannt wurde durch die Auftritte in der Hausrenovierungsserie This Old House (PBS). Er trat auch in den zugehörigen Programmen Ask This Old House und Inside This Old House auf.

## Frühes Leben und Ausbildung
Roger Cook wurde 1954 als eines von zwei Söhnen von Arthur und Lucienne in Biddeford, Maine, geboren. Die Familie lebte zunächst in Woburn, Massachusetts, bevor sie sich in Burlington niederließ. In der Highschool war Cook Mitglied der National Honor Society und spielte in den Football- und Basketballteams; er schloss 1972 die Burlington High School ab.

## Karriere
Im Jahr 1977 erhielt Cook einen Bachelor of Science in Wildtiermanagement und Naturschutzrecht von der University of Maine. Als zertifizierter Landschaftsunternehmer in Massachusetts war Cook aktives Mitglied der Massachusetts Arborist Association und diente als Präsident des Vorstands von New England Grows sowie der Association of Landscape Contractors of Massachusetts. Cook besaß und betrieb die K & R Tree and Landscape Company, die er zusammen mit seiner Frau Kathleen im Jahr 1982 gründete.
Cooks erste Erscheinung in This Old House war ebenfalls 1982. Zu dieser Zeit war er Landschaftsvorarbeiter bei einem privaten Unternehmen und trug zu mehreren This Old House-Projekten bei, darunter die Bigelow Ranch und das Woburn House. 1988 wurde er mit der Renovierung des Lexington Bed & Breakfast zum festen Ensemblemitglied der Sendung als Garten- und Landschaftsarchitekt.
Cook war Mitglied des Herausgeberteams der This Old House-Zeitschrift und trug zu Complete Landscaping bei, das 2004 von This Old House Books in Zusammenarbeit mit Sunset Books veröffentlicht wurde.
Im Juni 2018 kündigte Cook an, dass er aufgrund nicht näher genannter gesundheitlicher Probleme seine Rolle in den Fernsehsendungen reduzieren werde. Am 7. Januar 2020 gab der Moderator von This Old House, Kevin O’Connor, während eines Segments in The Tonight Show bekannt, dass Cook vollständig aus der Sendung ausscheiden werde. Cook wurde durch Jenn Nawada ersetzt, die mehrfach als Gast aufgetreten war.

## Persönliches Leben
Roger Cook lebte mit seinen beiden Kindern in Burlington und hatte eine Hütte auf Cape Cod. Seine Frau Kathleen starb 2010. Cook starb am 21. August 2024 im Alter von 70 Jahren nach einer längeren Krankheit.